# Clyde Lewis
Clyde Lewis (Herston, 25 settembre 1997) è un nuotatore australiano.

## Carriera
Ha vinto la medaglia d'oro nella 400 metri misti e il bronzo nei 200 m misti ai Giochi del Commonwealth 2018. Ha anche vinto la medaglia d'oro nel misto individuale di 200 metri ai Campionati mondiali giovanili di nuoto 2015. Ha vinto la medaglia d'argento nei 4×200 m stile libero. Lewis ha anche partecipato ai Giochi giovanili del Commonwealth 2015 dove ha riportato a casa un totale di 8 medaglie, 5 delle quali d'oro. Lì ha anche stabilito il miglior tempo personale nei 50 metri dorso e nei 400 m misti.

## Palmarès
- Mondiali

Gwangju 2019: oro nella 4x200m sl, argento nella 4x100m sl mista e bronzo nella 4x100m sl.
- Mondiali in vasca corta

Melbourne 2022: argento nella 4x200m sl.
- Campionati panpacifici

Tokyo 2018: argento nella 4x200m sl
- Giochi del Commonwealth

Gold Coast 2018: oro nei 400m misti e bronzo nei 200m misti.
- Mondiali giovanili

Singapore 2015: oro nei 200m misti e argento nella 4x200m.